# 猜Me時間
《猜Me時間》是MeMe直播的帶狀節目。每一場只要觀眾連續答對總共12道的題目（除星期四的比手畫腳場是8道題目），即可獲得該場現金獎金。獎金有新台幣2萬元整、3萬元整以及5萬元整等三種。如果在特別節日之際，製作單位可能視當場節目狀況，獎金直接翻倍贈。

## 節目內容介紹
《猜Me時間》的命名由來，為當中製作單位將「謎」取諧音字「Me」並更改，整體名稱之讀音類似「猜謎時間」。

### 主持人
曾有顏亦敏（敏敏）、米粒格格、米娜、恩禔兒（NT）、妙丁、凱特、嘎嘎、道奇、混血兒韓穎、莫菲、羅雙雙、宥叡、希妃兒，以及文飛飛…等主持人。而黃豪平為「How來一比」（比手畫腳場）的特定主持人。許維恩亦曾在特別場次進行主持過；丹妮婊姐 （页面存档备份，存于）也曾擔任過主持人；《鬥魚》的演員邱宇辰、虹茜、王淨…等人，也曾與常態主持人，如顏亦敏與NT一起主持。
上述之常態主持人，或者是特約主持人（如藝人、知名人士…等），均由製作單位按照班表進行安排，並由這些常態主持人或特約主持人負責主持。

### 節目播出時間與搖錢樹獎金分配
自2018年元月起，於MeMe直播平台推出，節目播出至2018年十二月28日為止結束。《猜Me時間》於初期的每日，也就是星期日到星期六均有直播問答。而約在2018年六月時段更改只有星期一到星期五的每日各有二場遊戲，星期六日無播出。同年十一月起，僅有星期一到星期五的「黃金時段場」，也就是中午12時30分的時間播出。除比手畫腳場或「How來一比」的題目數是8題外，其餘每場題目共12題，且均為三選一選擇題。答對手畫腳場或「How來一比」的全部8題，或是其餘場次全部12題的玩家，即可取得該場的均分獎金。十月31日前的每場獎金，在下午場則為新台幣2萬元整、晚上場則為新台幣5萬元整；十一月1日到十二月28日的每場獎金均為3萬元整。

### 節目出題方式
而每個玩家所見到的題目選項順序，均由電腦亂數隨機安排，不見得每一台手機是一樣的，也不見得與主持人口述的訓敘是一樣的。遊戲捨棄了①②③或ⒶⒷⒸ做為選項的前置，所以如果每個玩家之間要互報答案，就必須告知完整的答案內容，相當不建議說①②③或ⒶⒷⒸ的方式為答案，否則有可能因為電腦亂數隨機的「順序」，導致他方設備或我方設備而答錯題目。

#### 復活機制
如果參賽者於任何一場比賽中答錯題目，且擁有「復活卡」者，系統將自動啟動復活機制，使參賽者可繼續答題。特別注意的是，除「復活卡額度三張場」是可以允許參賽者最多使用三次復活機制外，其餘每一場的復活機制是一次的。而使用過「復活卡」後的參賽者，是將從復活卡總數中扣除的，也就是無法反覆使用一張復活卡的。

##### 贏得獎金
復活機制在任何一場比賽的最後一題，也就是除了星期四的比手畫腳場第八題，與其他各場次的第十二題，是被關閉而不能使用的，每一個主持人均將此題稱為「魔王題」。答對「魔王題」的玩家，即可被主持人稱為「猜Me王」，並且可以獲得該場的總獎金，由得獎人數予以均分並取得之。

### 獎金領取方式
獎金多寡是按照場次的獎金，除以答題人數，取小數點第二位數之無條件捨去。例如有一「黃金時段場」的總獎金是獎金3萬元，有750玩家全部答對，則一人可瓜分並取得40元的獎金。獲得獎金的玩家，可以選擇透過直接提領現金的方式，轉帳至指定的PayPal（付費之友）帳號，無最低領獎門檻，即申請即轉帳；或是轉換為App內的虛擬幣「M豆」，購買其中的虛擬禮物，將其贈給喜歡與支持的主播。

## 節目方式
根據每一天的不同，而有各式各樣不同的主題。
- 復活卡額度三張場：即在一場十二題目內的前十一題，若有任何答錯，而參賽者擁有復活卡者，則可由系統自動啟動復活機制，最多一次遊戲內可有三次復活權。
- 天使場：即題目程度比較簡單的場次，但通常最後一題難度較高。
- 道具場：製作單位於每一次這樣的場次提供三樣道具給參賽者，讓參賽者靈活運用這些道具進行答題。前十一題當中可於一題之中使用任何一樣道具，但每一種道具只能使用一次；且必須於倒數計時十秒到三秒間使用。使用道具後仍然要選擇一個選項，答錯者如有道具卻無復活卡者則出局，道具亦無法於被淘汰出局後使用；且無論是否獲勝，所剩道具均無法再用於下一次道具場。茲將道具介紹如下：
  - 延長時間：答題時間會再增加十秒的道具。
  - 提示：製作單位會以另類或趣味的方式給予參賽者該題的提示。
  - 刪除：系統刪除其中一個錯誤的選項。
- 魔王場：即題目程度比較困難的場次。
- 比手畫腳場：由主持人以肢體語言搭配一些聲音或簡單字眼，比出該題答案，由參賽者猜出主持人正在表達甚麼。
- 宅宅場：為ACG之類的動漫或電玩遊戲愛好者所開設的場，題目範圍均為各類ACG之類的題目。
- 體育場：題目範圍均為各類體育之類的題目。
- 演藝場：題目範圍均為各類演藝或藝文活動之類的題目。
- 考古題場：製作單位會任意選擇十二道於當周考過的題目當作此次主題。此場次至2018年十月27日播出者為最後第二次、同年十二月28日播出者為最後一次。最後一次的考古題範圍，則為曾經出現於同名粉絲團的「佛心洩題」與「主持人洩題」之題目。

除平常日節目外，製作單位也會搭配特殊節日，或者是某些電影主題等，進行特別場次。例如2018年八月13日，則由主持人顏亦敏扮演安娜貝爾，道奇扮演唐三藏，並以「大家來找碴」為出題範圍，增添鬼月濃厚氣氛。或是2018年九月19日，主持人凱特配合《延禧攻略》，以清朝宮廷為主題，扮演宮女並主持節目。而九月24日場次，則再請顏亦敏扮演嫦娥、道奇扮演吳剛。

## 特別場次與特別活動
《猜Me時間》曾與華視新聞合作，進行特別版的「猜Me新聞大會考」場次。節目場次分別於2018年五月25日、2018年六月1日、2018年六月8日，以及2018年六月15日等四次進行，每一次的開始時間均自下午1時30分開始進行，由主播陳子見（於「眼球中央電視台」的暱稱為「視網膜」）進行主持。
臺大學生會亦曾與《猜Me時間》合作，舉辦「臺大知識王 × MeMe線上挑戰賽」。除了平時的帶狀節目，還有額外於2018年五月23日到2018年六月1日為止，每日額外增加兩個場次，分別在晚上9時整與9時30分，進行兩場節目。進行完特別節目的參賽者，可再於2018年六月3日，將在特別節目取得的道具於實體比賽中進行使用，與其他參賽者一決高下。

## 後續
自2020年十二月9日起至2021年六月15日為止，MeMe直播以《答題時間》名義，恢復「答題拿獎金」的活動。於每日台灣時間的12時至13時、19時至20時，以及22時至23時的時段，開放使用者進行答題。節目不採安排主持人現場直播的方式，採電腦亂數隨機出題方式進行。只要使用者能夠在一分鐘的時間內完全答對電腦亂數隨機選出的六道題目，即可取得瓜分該場總獎金新台幣10,000元整獎金的資格。
使用者答題途中，如有答錯，前五題可以使用「復活卡」，可繼續答題。但「復活卡」給予的復活權有三個條件：第一則是只能在前五題使用、第二則是一局只能用一次，以及第三是最後一題的復活權使用是無效的。取得復活權的方法，則是使用者可以將推薦碼告知其他新玩家輸入，或者透過購買禮物並贈與直播主、連續觀看同一直播主二十分鐘之直播，以及追蹤五名新主播的方式等三項任務之其中一項，即可獲得復活卡。
參賽者必須要累積至少新台幣600元以上的獎金，並透過實名認證，符合領獎資格才能申請提現。如有任何主辦單位認為不當進行遊戲的手法，或者不符合領獎資格者，所得獎金可能會被取消。

## 逸事
《猜Me時間》被「網路溫度計」網站一項調查「台灣十大益智節目，你看過哪幾個？」列為第九名。

## 另見
- 同類型的網路直播節目《17好聰明》、《台視17Q》
- 美國線上真人問答直播節目HQ
- 《一呼百應》
- 《賴咪金頭腦》（liveMe的附屬節目）
- 新浪微博線上節目Money King
- 壹傳媒的直播問答節目《動腦A》（或名《天天動腦A》）

## 外部連結
- 猜Me時間的Facebook專頁
- 在App Store上的「MeMe直播 - 華人直播交友聊天平台」 （页面存档备份，存于）
- MeMe直播 - 華人線上Live主播電視及交友聊天平台 （页面存档备份，存于）